# Mauser MG 213
20-мм авіаційна гармата Mauser MG 213 — 20 мм авіаційна револьверна гармата, яку розробляли для Люфтваффе за часів Другою Світової війни. На озброєння прийнята не була, але її схеми були взяті за основу у післявоєнних розробках союзників.
Версія калібру 30 мм була розроблена як MG 213C або MK 213 і саме це призвело до створення британської гармати ADEN, французької DEFA та американської M39.

## 20 мм MG213C
- Калібр: 20 мм × 146 мм (0,79 дюйм × 5,75 дюйм)
- Вага: 75 кг (165 фунт); повна вага 96 кг (212 фунт)
- Довжина: 1 930 мм (76 дюйм)
- Довжина ствола: 1 600 мм (63 дюйм)
- Темп вогню: 1200—1400 пострілів/хв (~21 пострілів/с)
- Дульна швидкість: 1 050 м/с (3 400 фут/с)

## 30 мм MK213C
- Калібр: 30 мм × 146 мм (1,2 дюйм × 5,7 дюйм)
- Вага: 75 кг (165 фунт); повна вага 96 кг (212 фунт)
- Довжина: 1 630 мм (64 дюйм)
- Довжина ствола: 1 300 мм (51 дюйм)
- Темп вогню: 1000—1200 пострілів/хв
- Дульна швидкість: 530 м/с (1 700 фут/с)